# Лунга (Флорештский район)
Лунга (рум. Lunga) — село в Флорештском районе Молдавии. Относится к сёлам, не образующим коммуну.

## География
Село Лунга расположено на левом берегу реки Реут примерно в 7 км к юго-западу от центра города Флорешты. Ближайшие населённые пункты — сёла Маркулешты, Багринешты, Пражила и Гура-Кайнарулуй.
Село расположено на высоте 139 метров над уровнем моря.

## Население
По данным переписи населения 2004 года, в селе Лунга проживает 1980 человек (1001 мужчина, 979 женщин).
Этнический состав села:
| Национальность | Число жителей | Процентный состав |
| -------------- | ------------- | ----------------- |
| молдаване      | 1811          | 91,46             |
| русские        | 64            | 3,23              |
| украинцы       | 63            | 3,18              |
| румыны         | 36            | 1,82              |
| гагаузы        | 1             | 0,05              |
| прочие         | 5             | 0,25              |
| Всего          | 1980          | 100 %             |

## Экология
Около села расположен Мэркулештский аэропорт. Из-за утечек керосина из хранилищ аэропорта экологическая ситуация в селе крайне неблагоприятная. Грунтовые воды загрязнены керосином, а водопровода в селе нет.